# Timothy Dolan
Timothy Michael Dolan (sinh 1950) là một Hồng y người Hoa Kỳ của Giáo hội Công giáo Rôma. Ông hiện đảm nhiệm chức vị Tổng giám mục chính tòa Tổng giáo phận New York.

## Tiểu sử
Hồng y Timothy Dolan sinh ngày 6 tháng 2 năm 1950 tại Hoa Kỳ. Sau quá trình tu học, ông được phong chức Phó tế thuộc Tổng giáo phận Saint Louis, Missouri ngày 10 tháng 4 năm 1975. Một năm sau đó ngày 19 tháng 6 năm 1976, ông được thụ phong chức linh mục, bới giám mục chủ sự Edward Thomas O’Meara, Giám mục Phụ tá Tổng giáo phận Saint Louis. Năm 1994, linh mục Dolan được chọn làm Hiệu trưởng Giáo hoàng Học viện Bắc Mỹ.
Ngày 19 tháng 6 năm 2001, Tòa Thánh công bố chọn linh mục Timothy Dolan làm Giám mục Hiệu tòa Natchesium, Giám mục Phụ tá Giáo phận Saint Louis quê hương ông. Ngày 15 tháng 8 sau đó, Giám mục Tân cử Timothy Dolan được tấn phong bởi Giám mục Chủ phong Justin Francis Rigali, Tổng giám mục Saint Louis và hai giám mục phụ phong là các giám mục Phụ tá của Tổng giáo phận, gồm giám mục Joseph Fred Naumann và Michael John Sheridan. Tân giám mục chọn khẩu hiệu:Ad quem ibimus.
Chưa đầy một năm sau khi được tấn phong giám mục, Tòa Thánh quyết định cất nhắc Giám mục trẻ tuổi Dolan làm Tổng giám mục Tổng giáo phận Milwaukee, bang Wisconsin ngày 25 tháng 6 năm 2002. Tân Tổng giám mục đã đến nhận chức vị này vào ngày 28 tháng 8 sau đó. Trong thời gian tại nhiệm tại đây, ông còn giữ chức Giám quản Tông Tòa Giáo phận Green Bay, bang Wisconsin từ ngày 28 tháng 9 năm 2007 đến ngày 9 tháng 7 năm 2008.
Ngày 23 tháng 2 năm 2009, Tòa Thánh thông qua Văn phòng báo chí loan tin chọn Tổng giám mục Dolan làm Tổng giám mục Tổng giáo phận New York. Tổng giám mục Dolan đến nhận ngai tòa Giám mục của mình tại giáo phận mới này ngày 15 tháng 4 cùng năm. Tổng giám mục Dolan được chọn giữ chức vị Chủ tịch Hội đồng Giám mục Hoa Kỳ từ ngày 16 tháng 11 năm 2010 đến ngày 14 tháng 11 năm 2013.
Trong Công nghị Hồng y năm 2012 được tổ chức 18 tháng 2 năm 2012, Tổng giám mục Dolan được Giáo hoàng Biển Đức XVI vinh thăng tước vị Hồng y Nhà thờ Nostra Signora di Guadalupe a Monte Mario. Ông đã đến nhận nhà thờ Hiệu tòa này vào ngày 14 tháng 10 sau đó.
Trong Mật nghị Hồng y 2013, ông là một papabile - tức là một ứng viên sáng giá kế vị Giáo hoàng Biển Đức. Hồng y Timothy Dolan có biệt tài ăn nói, là một người đấu tranh chống lại những đạo luật 'phá thai' của Chính quyền Mỹ. Trong dịp gây quỹ giáo phận, Hồng y Dolan trả lời một số câu hỏi từ các phóng viên về khả năng trở thành Giáo hoàng. Với tính cách hài hước, khi nhận được câu hỏi ông sẽ làm gì nêu tên mình lọt váo danh sách ứng viên, ông đáp:Tôi sẽ bảo họ, quí vị chọn nhầm người rồi." (“I’ll tell them they have the wrong guy.”) và "Đừng đánh cá tiền ăn trưa của bạn vào việc đó."